# 平成 歌の祭典
平成 歌の祭典（へいせい・うたのさいてん）は毎年数回、大阪のテレビプロダクション・関音テレビ制作室が企画・製作したステージショー、並びに関西圏の独立UHF放送局などで放送されるステージショーの中継番組である。
ステージでは毎回演歌・歌謡曲を中心に、ベテラン歌手から若手まで幅広い層の歌手が多数出演し、演歌・歌謡曲の魅力を余すところなく伝えていくというものである。テレビ放映では随時サンテレビジョン、京都放送（KBS京都テレビ）などで1回の公演を5～8週程度・1回につき30分程度にまとめて、随時日中の放送で取り上げている。
| スタブアイコン | サブスタブ | この項目は、まだ閲覧者の調べものの参照としては役立たない、テレビ番組に関連した書きかけの項目です。この項目を加筆・訂正などしてくださる協力者を求めています（P:テレビ/PJ:放送または配信の番組）。 |